# Augustenfelde (Angermünde)
Augustenfelde ist ein Wohnplatz im Ortsteil Herzsprung der Stadt Angermünde im Landkreis Uckermark (Brandenburg). Der Wohnplatz wurde vor 1885 als Vorwerk angelegt, ein deutlicher Ausbau erfolgte nach dem Zweiten Weltkrieg.

## Lage
Der Wohnplatz liegt auf der Gemarkung Herzsprung. Er hat sich von dem ursprünglichen Gehöft (Augustenfelde 7 und 8) entlang der Straße Augustenfelde weiter nach Süden ausgedehnt, sodass heute zwei Siedlungsschwerpunkte entstanden sind, die ca. 500 Meter auseinander liegen. Das ursprüngliche Gehöft dieses Namens liegt rd. 2,2 km nordöstlich des Ortskern von Herzsprung und rd. 2,8 km südlich der Altstadt von Angermünde. Die Straße Augustenfelde zweigt südlich der Innenstadt von Angermünde von der nach Bad Freienwalde weiterführenden B 158 nach Süden ab. Der ursprüngliche Wohnplatz liegt auf 58 m ü. NHN, der zweite Siedlungsschwerpunkt etwas höher (um 60 m über NHN).

## Geschichte
Um/vor 1885 war das ursprüngliche Gehöft (Augustenfelde 7 und 8) entstanden, das im Gemeindelexikon von 1888 den Namen Augustenfelde trägt. Es gehörte zum Gemeindebezirk von Herzsprung. Die Topographische Karte 1:25.000 Nr. 3050 der Neuaufnahme von 1926/27 verzeichnet zwar das Gehöft, aber ohne den Namen. 1927, 1931 und 1939 ist Augustenfelde als Vorwerk bezeichnet. 1931 und 1957 war Augustenfelde Wohnplatz, 1964 und 1971 Ortsteil von Herzsprung. 
Das Gut Augustenfelde hatte 1914 eine Gesamtgröße von 102 ha, davon waren 85 ha Acker, 16 ha Wiesen, und 1 ha Unland, Hofgelände und Wege. Der Grundsteuerreinertrag belief sich auf 1125 Mark. Auf dem Hof standen 10 Pferde und 45 Stück Rindvieh davon 30 Milchkühe. Besitzer war Friedrich Zehm. Deutliche abweichende Zahlen nennt das  Handbuch des Grundbesitzes im Deutschen Reiche. Provinz Brandenburg von 1921. Nach diesen Angaben betrug die Gesamtgröße 101 ha, davon 87 ha Acker, 10 ha Wiesen, 1 ha Wald, 2 ha Unland und 1 ha Wasser. Der Grundsteuerreinertrag ist hier nur mit 800 Mark beziffert. Besitzer des Gutes war ein NN Korth. Dagegen nennt nun Niekammer’s Landwirtschaftliches Güter-Adressbuch der Provinz Brandenburg von 1923 dieselben Zahlen wie 1914 (nur aus der älteren Ausgabe unverändert übernommen?). Als Besitzer ist nun ein NN Wittstock verzeichnet.
1929 gehörte das Gut Wilhelm Wölter. Die Gesamtgröße war auf 115 ha angewachsen, davon 104 ha Acker, 10 ha Wiesen, 1 ha Unland, Hofgelände und Wege. Die Zahlen für den Tierbestand wurden aus der älteren Ausgabe von 1914 und 1921 unverändert übernommen und sind wohl unzutreffend. Auch der Grundsteuerreinertrag ist mit 1125 Mark gegenüber 1914 unverändert.
Das Gut wurde in der Bodenreform von 1948 enteignet und auf Neubauern verteilt. Im Zuge der Kollektivierung der Landwirtschaft entstand eine LPG, die später an die LPG in Angermünde angeschlossen wurde. 1977 hatte die LPG Angermünde einen Betriebsteil in Augustenfelde.
Herzsprung wurde zum 26. Oktober 2003 in die Stadt Angermünde eingegliedert und ist seither Ortsteil von Angermünde. Augustenfelde hat den kommunalrechtlichen Status eines Wohnplatzes.